# MOL Fehérvár Football Club 2020-2021
Questa voce raccoglie le informazioni riguardanti il MOL Fehérvár Football Club nelle competizioni ufficiali della stagione 2020-2021.

## Maglie e sponsor
Lo sponsor tecnico per la stagione 2020-2021 è Adidas, mentre lo sponsor ufficiale è MOL.
| Casa | Trasferta | Terza |

## Rosa
| N. |                               | Ruolo | Calciatore      |
| -- | ----------------------------- | ----- | --------------- |
| 1  | Ungheria (bandiera)           | P     | Dániel Kovács   |
| 3  | Ungheria (bandiera)           | C     | Ákos Elek       |
| 5  | Ungheria (bandiera)           | D     | Attila Fiola    |
| 6  | Macedonia del Nord (bandiera) | D     | Visar Musliu    |
| 9  | Georgia (bandiera)            | A     | Budu Zivzivadze |
| 10 | Ungheria (bandiera)           | C     | István Kovács   |
| 11 | Ungheria (bandiera)           | D     | Loïc Nego       |
| 14 | Ungheria (bandiera)           | D     | Gábor Vágó      |
| 20 | Brasile (bandiera)            | A     | Evandro         |
| 21 | Portogallo (bandiera)         | C     | Rúben Pinto     |
| 22 | Capo Verde (bandiera)         | D     | Stopira         |
| 23 | Germania (bandiera)           | C     | Palkó Dárdai    |
| 24 | Ungheria (bandiera)           | C     | Patrik Nyári    |
| 27 | Ungheria (bandiera)           | A     | Levente Szabó   |
| 42 | Serbia (bandiera)             | P     | Emil Rockov     |

| N. |                       | Ruolo | Calciatore         |
| -- | --------------------- | ----- | ------------------ |
| 49 | Ungheria (bandiera)   | C     | Krisztián Géresi   |
| 65 | Ungheria (bandiera)   | D     | Szilveszter Hangya |
| 70 | Nigeria (bandiera)    | A     | Funsho Bamgboye    |
| 71 | Ungheria (bandiera)   | A     | Nemanja Nikolić    |
| 74 | Ungheria (bandiera)   | P     | Ádám Kovácsik      |
| 77 | Ungheria (bandiera)   | D     | Bendegúz Bolla     |
| 85 | Ungheria (bandiera)   | C     | Olivér Dinnyés     |
| 86 | Ungheria (bandiera)   | D     | Attila Tóth        |
| 88 | Ungheria (bandiera)   | A     | Marcell Papp       |
| 95 | Brasile (bandiera)    | C     | Alef               |
| 96 | Francia (bandiera)    | C     | Lyes Houri         |
| 97 | Romania (bandiera)    | P     | Árpád Tordai       |
|    | Rep. Ceca (bandiera)  | D     | Michael Lüftner    |
|    | Slovacchia (bandiera) | C     | Peter Pokorný      |

## Risultati

### Qualificazioni
| Arbitro: | Thimotheos Christofi |

|                                     |                      |                                   |
| Nikolić 37’ (rig.)                  | Marcatori            | 22’ Ward                          |
| Hodžić Nikolov Géresi Stopira Houri | Tiri di rigore 4 – 2 | Mandroiu Levingston Casey Twardek |

| Arbitro: | Ivaylo Stoyanov |

|  |           |             |
|  | Marcatori | 61’ Nikolov |

| Arbitro: | Matej Jug |

|                             |                      |                      |
| Evandro Stopira Hodžić Nego | Tiri di rigore 4 – 1 | Dia Abdelhamid Konan |

### Spareggi
| Arbitro: | William Collum |

|                                           |           |             |
| Gavory 51’ Amallah 77’ (rig.), 85’ (rig.) | Marcatori | 10’ Nikolić |